# Wallach (cráter)

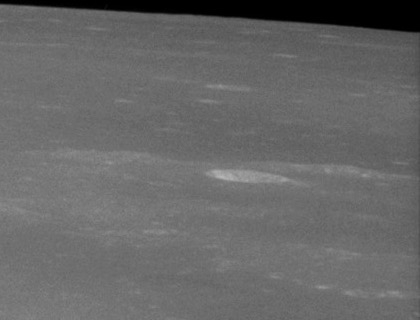
Fotografía de la misión Apolo 11

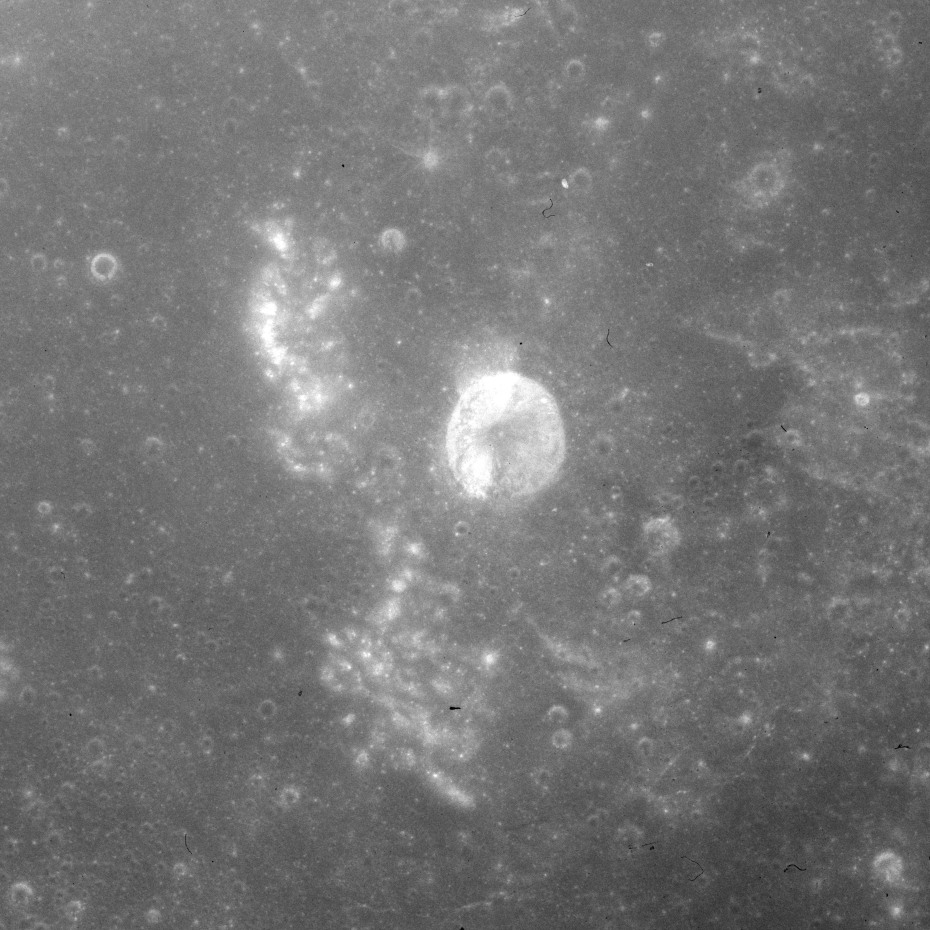
Fotografía de la misión Apolo 15

Wallach es un pequeño cráter de impacto lunar ubicado en el Mare Tranquillitatis oriental. Es un elemento circular, con forma de cuenco y una plataforma central de tamaño despreciable, debido a que las paredes internas descienden prácticamente hasta el punto medio del cráter. Wallach se encuentra al noreste del cráter Maskelyne, cerca de algunas crestas bajas del mar lunar.
|  |

Un inusual cráter alargado de aproximadamente 2 km de altura y a unos 70 km al este de Wallach, fue objeto de un ejercicio  de referencia de seguimiento durante la misión Apolo 8 en diciembre de 1968. Este elemento fue fotografiado repetidamente desde su aparición en el horizonte hasta después de que el Módulo de Mando y Servicio de Apolo pasó directamente por encima.
|  |  |

Fue previamente identificado como Maskelyne H, antes de que la UAI le asignase su nombre actual.